# 바버라 러데키
바버라 러데키(영어: Barbara Radecki, 1953년 ~ )는 캐나다의 성우 겸 배우이다.
밴쿠버에서 태어났다.

## 영화
- 베이비 하프 라이 (2012년) - 닥터 스카바니 역
- 더 데스 오브 앨리스 블루 (2009년)
- 맨 오브 더 이어 (2006년)
- 퀴어 애즈 포크 (2000년)
- 악처 클럽 (1998년)
- 프리티 펀치 (1998년)
- 고티 (1996년)